# Dras (rivière)
Le Dras est une rivière indienne d'une longueur de 86 km située dans l’État du Jammu-et-Cachemire. Elle est un affluent du Suru dans le bassin de l'Indus.